# Hôtel de ville de Rovaniemi
La mairie de Rovaniemi (finnois : Rovaniemen kaupungintalo) est un bâtiment situé à Rovaniemi en Finlande.

## Histoire
Le bâtiment de l'hôtel de ville est conçu par Alvar Aalto et construit en 1975.
Il fait partie d'un ensemble conçu par Alvar Aalto : le centre administratif et culturel de Rovaniemi (fi), la Lappia-talo (1972–1975) et la bibliothèque municipale de Rovaniemi (1965).
La direction des musées de Finlande a classé l'ensemble parmi les sites culturels construits d'intérêt national.